# Ölkuchenmühle
Ölkuchenmühle ist ein Gemeindeteil der Gemeinde Sengenthal im Landkreis Neumarkt in der Oberpfalz in Bayern.

## Lage
Ölkuchenmühle liegt westlich vor dem Albrand des Oberpfälzer Jura am Wiefelsbach, der das Mühlrad für den einen Mahlgang der Mühle (so 1836) antrieb und nach weiteren Mühlen in die Sulz mündet. Der Weiler ist über einen Anliegerweg von Sengenthal aus („Hirtenweg“) zu erreichen. Vom König-Ludwig-Kanal führt ein Weg zum Campingplatz.

## Geschichte
Ölkuchenmühlen dienten der tierischen Futtermittel- oder (seit Mitte des 18. Jahrhunderts) der Düngerherstellung, indem die Rückstände bei der Ölmittelproduktion, der Ölkuchen, zerkleinert wird.
In den Protokollen des eichstättischen Visitators Johannes Vogt wird 1480 berichtet, dass sich bei der Ölkuchenmühle eines gewissen Christoph, dem „molendinum Christofori Olkuch“, eine Kapelle oder ein Bildstock zum hl. Leonhard befand, zu der die Leute wallfahrten. Erst nach dem Dreißigjährigen Krieg gibt es über die Mühle wieder Nachrichten. So besagt eine Zehentbeschreibung von 1670, dass die Mühle den Groß- und Kleinzehent dem Kurfürsten gibt. 1675 ging die Mühle von Margaretha Feßmann auf Georg Kemnather aus Buchberg über.
Am Ende des Alten Reiches, um 1800, gehörte die Ölkuchenmühle zur Oberen Hofmark Berngau und unterstand hochgerichtlich dem herzoglich-baierischen Schultheißenamt Neumarkt. Zu dieser Zeit saß die Müllerfamilie Sippl/Sippel auf der Mühle.
Im Königreich Bayern wurde zwischen 1810 und 1820 der Steuerdistrikt Forst, dann die gleichnamige Ruralgemeinde gebildet, die aus Forst selber, Braunshof, Rocksdorf und Stadlhof bestand. In diese Gemeinde wurde vor 1867 die Gemeinde Wiefelsbach mit ihren zehn Einöden integriert, nämlich die Ölkuchenmühle die Birkenmühle, die Braunmühle, der Dietlhof, die Gollermühle, die Kastenmühle, die heute nicht mehr existierenden Kindlmühle und Schmidmühle, die Schlierfermühle und die Seitzermühle. Nach anderer Lesart war die Ölkuchenmühle bereits vor 1858 in die Gemeinde Sengenthal integriert.
1839 besaß die Ölkuchenmühle Johann Sippel, 1859 Conrad März, 1870 ein Herr Schlierf, der zunächst die Guggersmühle erworben hatte. 1873 ist ein einer königlichen Verfügung von einer „neuen“ Ölkuchenmühle bei Sengenthal die Rede, wobei nicht ersichtlich ist, ob es sich um einen Neubau der alten Mühle oder um eine zweite Ölkuchenmühle handelt. Gemäß der Volkszählung vom 1. Dezember 1875 bestand die Ölkuchenmühle zu dieser Zeit aus vier Gebäuden und hatte sieben Einwohner, an Großvieh zwei Pferde und 13 Stück Rindvieh.
Im 19. Jahrhundert befand sich eine von vier hölzernen Brücken über den Wiefelsbach bei der „Oehlkuchenmühle“.
1920 besaß Theresia Schlierf die Ölkuchenmühle und danach durch Erbfall auch die Guggersmühle, so dass beide Mühlen für längere Zeit miteinander verbunden waren. Der Mahlbetrieb wurde aufgegeben, auf der Ölkuchenmühle wurde eine Geflügelfarm eingerichtet. 1950 besaß Lucie Melzer die Mühle, 1958 Josef König, der auf dem Mühlenareal einen noch heute bestehenden Campingplatz errichtete.

### Einwohnerzahlen
- 1830: 05 (1 Haus)[13]
- 1836: 07 („Gugges- oder Ölkuchenmühle“, 1 Haus)[14]
- 1861: 12 (3 Gebäude)[15]
- 1871: 07[16]
- 1900: 11 (2 Wohngebäude)[17]
- 1937: 02 (Protestanten)[18]
- 1961: 07 (2 Wohngebäude)[19]
- 1987: 16 (4 Wohngebäude, Wohnungen)[1]